# Große Seeschleuse Emden
Die Große Seeschleuse in Emden ist eine Schleuse im Emder Hafen im Stadtteil Port Arthur/Transvaal. Sie verbindet den Emder Binnenhafen mit dem Emder Außenhafen und somit auch mit der Ems. Zuständig für Betrieb und Unterhaltung ist die vom Land Niedersachsen gegründete Niedersachsen Ports GmbH.

## Die Schleuse
Erbaut wurde die Schleuse von 1907 bis 1913. Mit dem Bau wurde auch ein neues Hafenbecken angelegt, der Neue Binnenhafen. Sie ist nach der Nesserlander Schleuse (erbaut 1888) die zweite seewärtige Schleuse im Emder Hafen. Ihre nutzbare Länge beträgt 260 Meter und sie ist 40 Meter breit. Die Drempeltiefe der Seeschleuse beträgt heute SKN −9,76 Meter; das entspricht NN −11,96 Meter.
Mit einer Länge von 260 Metern galt sie für einige Zeit nach ihrer Fertigstellung 1913 als eine der größten Seeschleusen ihrer Art weltweit.
Die Große Seeschleuse dient primär der Seeschifffahrt. Durch den Neubau der Nesserlander Schleuse, die ab 2006 gesperrt war, diente sie bis 16. April 2018 auch der Binnenschifffahrt sowie der Sportschifffahrt. Dadurch wurden mehr Schiffe als üblich mit Hilfe der Großen Seeschleuse geschleust. Durchschnittlich werden (2012) rund 6000 Schleusungen pro Jahr vorgenommen.
In den 1990er Jahren erfolgte eine Renovierung der Schleuse, bei der u. a. die Schleusentore ersetzt wurden. Die schwimmfähigen Schiebetore haben eine lichte Weite von 42 Metern, sind 20 Meter hoch und 7 Meter breit. Ihr Gewicht beträgt 860 Tonnen. Bei Schleusungen gleiten die Tore dabei auf Kufen.
Das Außen- und Binnenhaupt der Schleuse sind für Fahrzeuge bis 2,00 Meter Breite und einem Gesamtgewicht bis 7,5 Tonnen passierbar. Größe Fahrzeuge müssen den Hafen umfahren.
Die beim Bau der Großen Seeschleuse prognostizierte Lebensdauer wurde auf etwa 100 Jahren geschätzt. Durch umfangreiche Anpassungen und Renovierungen auch durch ein stark erhöhtes Aufkommen von Schleusungen wird davon ausgegangen, dass die Große Seeschleuse noch 20 Jahre betriebsbereit sein wird. Studien zur Großen Seeschleuse sollen darlegen, ob ein Neu- oder Umbau der Schleuse nötig ist.